# PALAOA

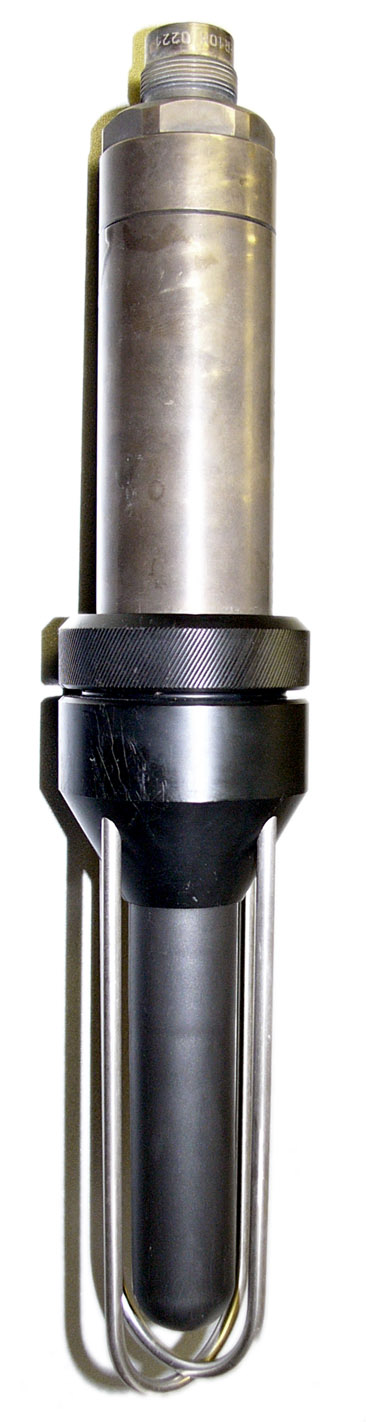
Hydrophon RESON TC4032

PALAOA (PerenniAL Acoustic Observatory in the Antarctic Ocean, dt. ganzjähriges akustisches Observatorium im Antarktischen Ozean; auch hawaiisch für Wal-Zahn-Elfenbein) ist der Name einer seit 2006 vom Alfred-Wegener-Institut Helmholtz-Zentrum für Polar- und Meeresforschung (AWI) in Bremerhaven in der Antarktis auf dem Ekström-Schelfeis betriebenen Forschungsstation, rund 25 Kilometer nördlich der deutschen Neumayer-Station. Hier werden rund um die Uhr durch Unterwassermikrofone bzw. Hydrophone und Sensoren, welche durch Bohrlöcher unter dem 100 Meter dicken schwimmenden Eisschild positioniert wurden, akustische Signale der Unterwasserwelt des Weddellmeers aufgezeichnet.

## Trivia
Die Arbeitsgruppe Ozeanische Akustik des AWI unterstützte die Produktion des Hörspiels In darkness let me dwell – Lieder aus der Finsternis des Duos Merzouga („Hörspiel des Monats“ Dezember 2016). Es befasst sich mit dem Auslaufen des AWI-Forschungsschiffs Polarstern 2016 in die Antarktis zum hundertjährigen Jubiläum der gescheiterten Endurance-Expedition Ernest Shackletons und verschränkt die beiden Ereignisse.